# Jardin islamique
Le jardin islamique est un type d’aménagement paysager, héritier du jardin persan et des jardins byzantins, qui s’est développé au Proche et au Moyen-Orient et dans les territoires occupés par les Arabes autour du bassin méditerranéen et en Asie centrale.

Partie intrinsèque de la culture islamique, le jardin a été largement représenté dans la peinture et les miniatures. Le jardin d’Islam fait appel à tous les sens, chatoiement des céramiques, parfums des fleurs, bruissement du vent et de l’eau, chant des oiseaux, il donne au spectateur un aperçu du jardin céleste dont parle Mahomet.
Pour les géographes Étienne Grésillon et Bertrand Sajaloli, ces jardins forment écho aux cloîtres des milieux catholiques, par plusieurs aspects communs : leur origine dans les jardins persans ; leur opposition au monde sauvage qui les environne, leur enfermement entre des murs ; l'allégorie d'un monde idéal (souvent un paradis) ; l'eau des jardins islamiques est remplacée par l'arbre dans les cloîtres, chacun y symbolisant la vie. Ainsi, ces jardins manifestent une parenté de pensée entre l'islam et le catholicisme.

## Caractères stylistiques

### Le jardin étagé

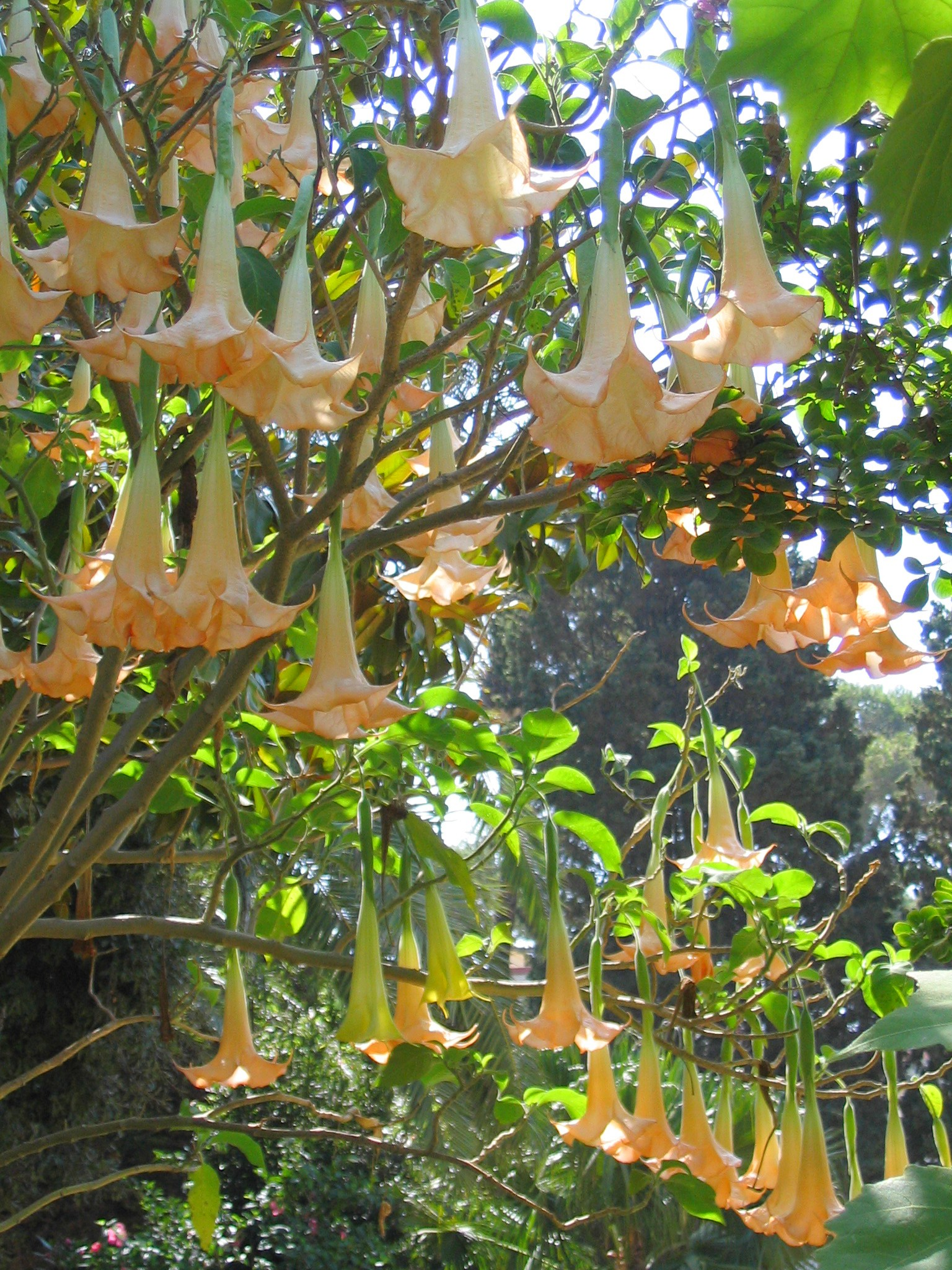
Calices tombants des fleurs de Brugmansia

Les jardins d’Islam ont dû s’adapter à des conditions climatiques difficiles pour créer des espaces naturels maîtrisés utilisant les qualités des plantes du Sud. Les espaces dégagés y sont rares, de même que les allées découvertes, trop exposées. La rareté de l’eau et la permanence de l’ensoleillement ont amené une typologie particulière inspirée de l’aménagement des oasis : le jardin étagé.
- L’étage d’ombre : Un étage d’arbres assure la protection contre l’ardeur du soleil, ce sont fréquemment des palmiers, des cyprès ou des cèdres qui allient un port de haute tige à un feuillage permanent.
- L’étage des fleurs : Un étage intermédiaire est dédié aux arbustes à fleurs : brugmansia dont les lourdes fleurs en calices pendants apparaissent dans les gravures, lauriers roses, hibiscus, jasmins, rosiers, chèvrefeuilles, citronniers ou orangers. Les arbustes sont choisis pour l’exubérance de leur floraison autant que pour leur parfum. Ils attirent oiseaux et papillons.
- L’étage de l’eau : Un étage inférieur est occupé par les fontaines et rigoles qui distribuent l’eau en l’économisant et la recyclant. Les buis taillés sont utilisés pour leur exceptionnelle sobriété et leur résistance. Les pavements sont travaillés pour exploiter les rais de lumière qui percent le feuillage. On privilégie la variété des matériaux et des textures, céramiques vernissées et marbres sont combinées avec la brique et la pierre.

Pour se protéger de l’effet desséchant du vent, le jardin est enclos d’un mur. Il peut prendre alors l’aspect d’un patio planté au cœur du palais ou de l’édifice.
Lorsqu’il bénéficie d’un point de vue sur le paysage, le jardin se clôt d’une paroi d’arcades qui permettent de contrôler le passage du vent. Elles sont partiellement occultées par des moucharabieh, parois perforées qui accélèrent le vent, le concentrent sur un bassin ou un grand plat rempli d’eau, et rafraîchissent ainsi l’atmosphère.
Dans tous les cas, le jardin exploite les dénivellations du terrain pour multiplier les espaces ombrés et les enclos protégés. Les terrasses se succèdent et permettent un parcours naturel de l'eau.

### L’eau dans le jardin d’Islam
La rareté de l’eau dans les pays du Sud en fait un bien précieux qu’il faut collecter, stocker et distribuer de la manière la plus efficace et la plus économique. Les qanat et norias sont perfectionnés et diffusés. Témoin du savoir des hydrauliciens arabes, c’est la même goutte d'eau qui serpente dans les étonnantes rampes d’eau du Palais du Generalife de l’Alhambra de Grenade, qui jaillit dans les fontaines, glisse dans les canaux et irrigue les potagers et vergers situés plus bas.
Le pouvoir rafraîchissant de l'eau est exploité en une succession d'effets étagés qui enveloppent le promeneur: au niveau des yeux, ce sont les jets des fontaines; au niveau des mains, les rampes d'eau; au niveau des pieds, enfin, les rigoles et bassins qui s'insèrent dans le pavement et que l'on franchit sans s'en rendre compte.

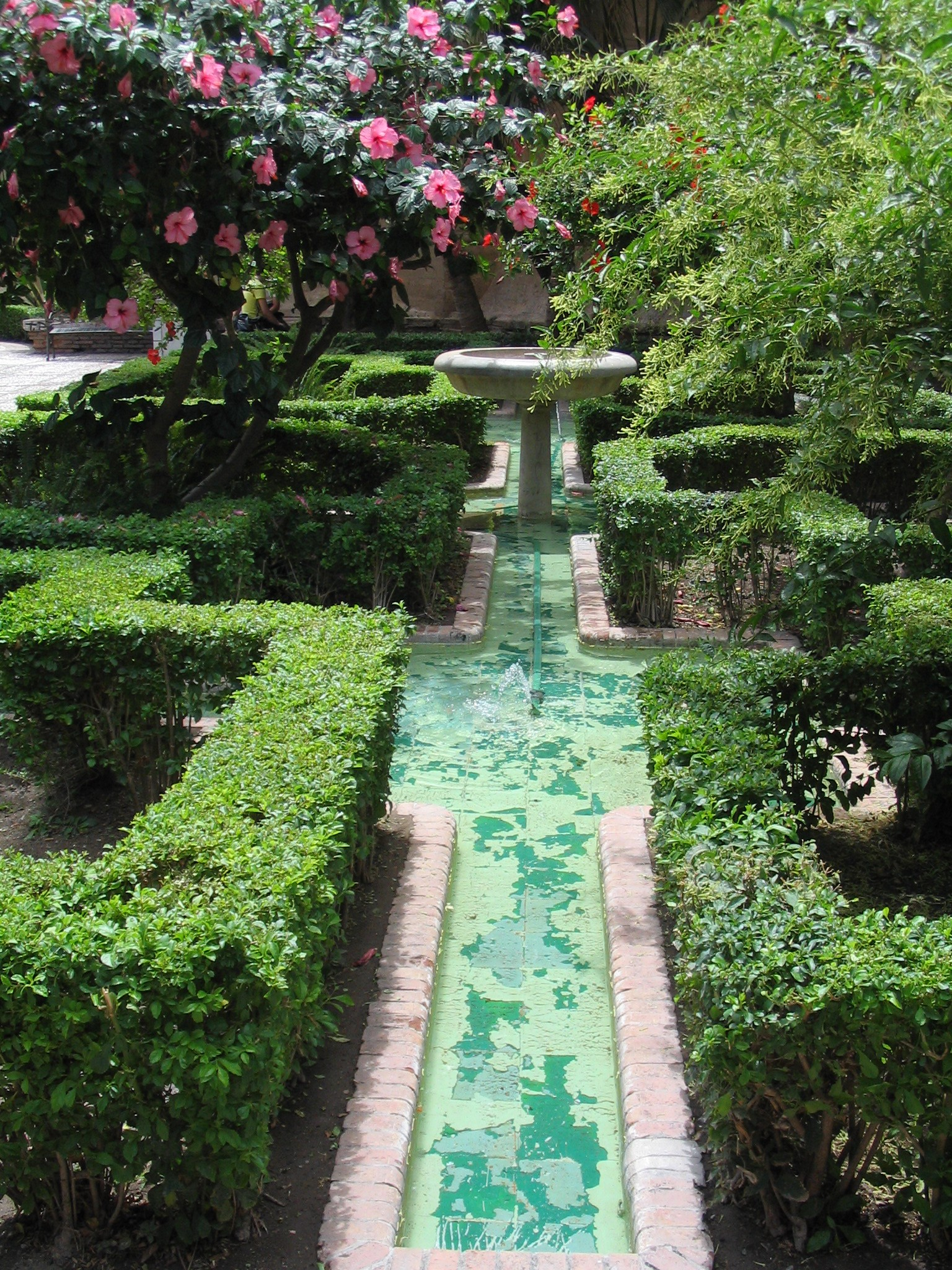
Étage des fleurs: hibiscus sur un chemin d’eau. Malaga, Espagne, Jardin de la cathédrale de l’Annonciation.

Les norias, à traction animale ou humaine, permettent d’amener l’eau jusqu’aux citernes (aljibe). À l’Alhambra, un aqueduc de 10 km amène l’eau dans les citernes supérieures depuis un barrage situé dans la Sierra Nevada proche. Les rigoles qui courent dans les pavages relient les bassins en un cheminement gravitaire complexe. Comme dans l’oasis, les rigoles irriguent les plantes d’une manière parfaitement contrôlée. Les parterres sont divisés par de légères levées de terre traversées par des conduits de terre cuite. Obstrués successivement par une simple pierre, ils permettent d’inonder chaque parterre.
Ce rôle fonctionnel se combine avec des valeurs symboliques et religieuses : le Coran impose en effet certaines ablutions avant la prière. La propreté des corps s’exprime par l’abondance et la sophistication des bains et de leurs annexes.
L’eau est enfin un élément esthétique important dont les reflets sont repris et multipliés par les céramiques, parmi lesquelles les fameuses céramiques à lustre métallique transmises aux Arabes par les Byzantins. Le murmure des bassins apporte apaisement et sérénité et se combine aux chants des oiseaux  attirés par les fleurs.

### Les chemins d’ombre
Chaque espace exposé, bassin ou parterre d'eau est systématiquement accompagné d'un cheminement d'ombre. Il permet à la fois au promeneur d'admirer le jardin et de se protéger du soleil dans tous ses déplacements. Ombre naturelle des végétaux ou ombre construite des galeries, l'orientation et le placement des circulations font l'objet d'un soin tout particulier.
|  |  |

### Le rôle de la géométrie

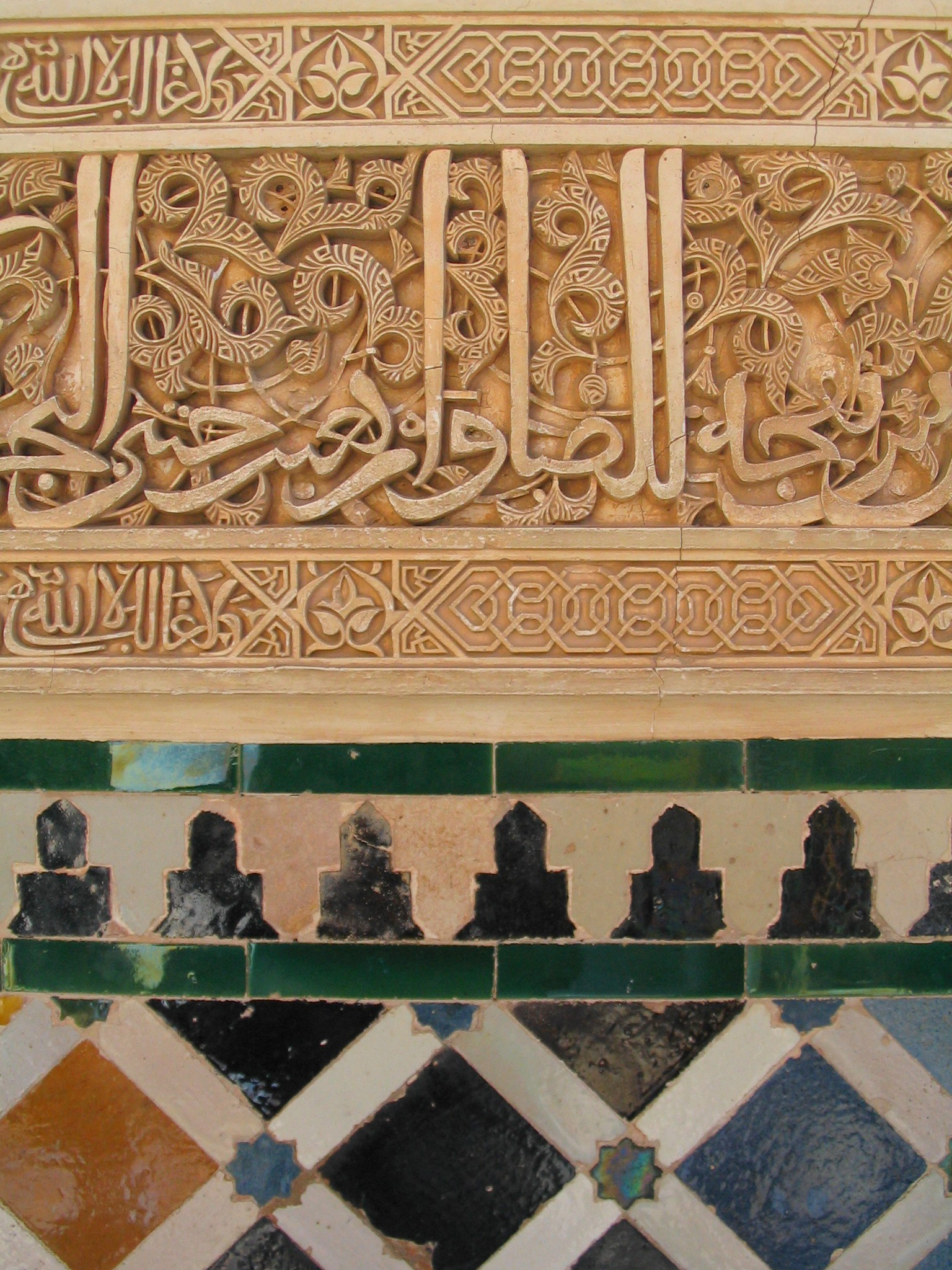
Superposition des alicatados et des stucs épigraphiques, Alhambra de Grenade, Espagne.

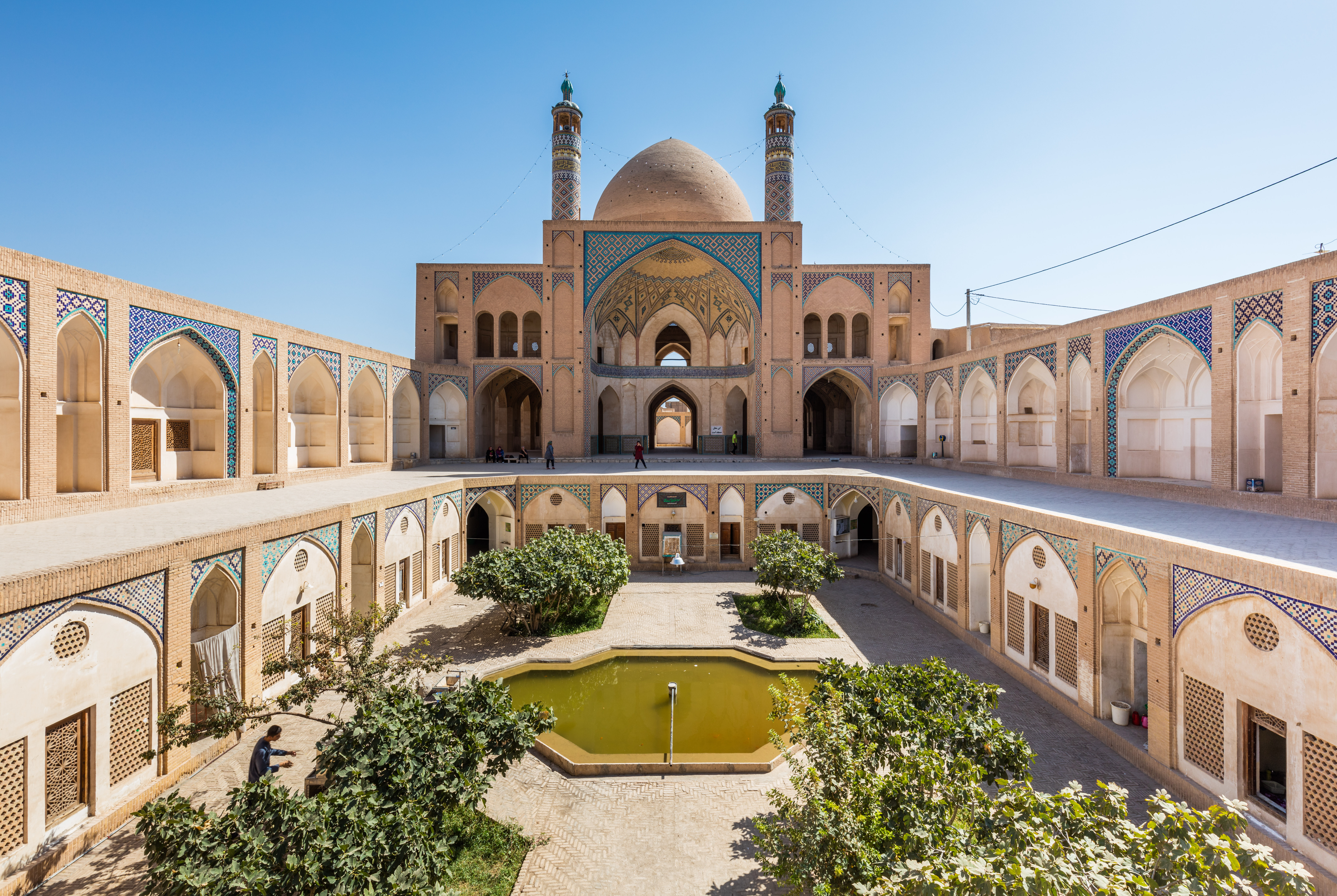
Vue du jardin de la mosquée Agha Bozorg, Iran, septembre 2016.

Férus de mathématiques, de géométrie et d’astronomie, les Arabes ont appliqué à l’art des jardins les connaissances acquises par des savants ou des philosophes comme Avempace ou Averroes. Les plans des jardins s’articulent à partir d’un assemblage de carrés en rotation (Sebka) formant des motifs polygonaux ou étoilés caractéristiques. Ils sont repris à une échelle plus réduite par les décors d’alicatados ou d’azulejos et par la géométrie des pavements.
Si elle sous-tend le dessin du jardin, la géométrie s’efface cependant devant le décor : les motifs floraux animent les parois et les stucs et la cursive de l’écriture coufique développe son foisonnement de feuillages entrelacés. Les textes inscrits mêlent versets du Coran, informations sur la construction et poésies :
Combien est beau ce jardin, ce jardin où les fleurs de la terre rivalisent d’éclat avec les astres des cieux.
À cette vasque d’albâtre pleine d’une eau cristalline, que peut-on comparer ?
Seule la lune dans toute sa splendeur, brillant au milieu de l’éther sans nuage.

### Le rapport à l'architecture
Les bassins servent de miroirs  aux architectures, allégeant leurs volumes et accentuant le côté immatériel et éphémère des biens terrestres.
La végétation est reprise en motifs stylisés par les céramiques qui couvrent les murs, ces motifs se muent en stucs sculptés en un foisonnement formel qui reproduit la voûte des arbres.

## Les jardins d’Islam remarquables
Divers jardins parmi les mieux conservés se retrouvent dans les territoires européens anciennement occupés par les Arabes.
- Espagne : 
  - Grenade, jardins de l’Alhambra : Principalement les jardins du palais d’été ou Generalife (de l’arabe ‘’Jannat al-Arif’’ ou Jardin de l’Architecte.)  Ces jardins bénéficient du microclimat exceptionnel de la ville, au flanc de la Sierra Nevada, qui leur apporte humidité et abondance d’eau. Ils comportent de nombreuses variétés de plantes inhabituelles sous ces latitudes.
  - Ronda, jardin de la Casa del Rey Moro, jardin du Palacio de Mondragon.
- Maroc :
  - Marrakech, jardins de l'Agdal : le plus ancien jardin du monde Musulman encore existant de nos jours, il a été construit par les Almohades au XIIe siècle.
  - Marrakech, jardins de la villa Majorelle : créés pour le peintre français Jacques Majorelle vers 1930, ces jardins contemporains sont une réinterprétation subtile et sensible des principes traditionnels des jardins d'Islam.
- Inde
  - Taj Mahal, jardin Chahar bagh de style moghol (indo-persan) accompagnant le mausolée.